# Inclusorium
Inclusorium kommer av det latinska ordet includere i betydelsen ’stänga in’ och är ett rum eller en cell i en kyrka. Ett äldre ord är "penitent-cell".
En from kvinna eller man kunde där frivilligt få bli inlåst på livstid. Syftet var att fjärma sig från alla världsliga problem för att i ostörd och avskild miljö helt kunna hänge sig åt religiösa böner och betraktelser. Genom en glugg kunde personen om den så önskade, följa den pågående gudstjänsten och mottaga nattvarden. I fasens slutskede kunde vederbörande ibland falla in i ett tranceliknande tillstånd, vilket var ett saligt tecken på en andlig fullkomlighet. 
Denna typ av sakralt rum finns bland annat i Atlingbo, Bro, Endre, Martebo, Valls och Väskinde kyrkor, vilka alla ligger på Gotland. De är även vanligt förekommande i England, Frankrike och Tyskland. I Westminster Abbey har man vid en renovering hittat ett inclusorium i Sankt Benedicts kapell. 
Se även hagioskop.